# Copa Rio de Futebol Feminino de 2023
A Copa Rio de Futebol Feminino de 2023 foi a primeira edição da Copa Rio de futebol feminino organizada pela Federação de Futebol do Estado do Rio de Janeiro (FERJ).
A competição foi disputada em turno e returno, pelos quatro clubes considerados "grandes" do Rio de Janeiro, entre 18 de fevereiro e 8 de abril, em sistema de pontos corridos, ou seja, o campeão foi o que atingiu mais pontos ao final da competição.
Para a próxima edição, as equipes classificadas serão as duas melhores da classificação geral do Campeonato Carioca de 2023 e os quatro participantes da atual edição, ou seja, serão seis competidores. Para a edição de 2023, não haverá premiação financeira e descenso.

## Regulamento

### Critério de desempates
Caso ocorressem empate em pontos ganhos, foram aplicados os critérios de desempate, sucessivamente:
1. Maior número de vitórias
2. Maior saldo de gols
3. Maior número de gols pró (gols marcados)
4. Confronto direto
5. Menor número de cartões amarelos e vermelhos, onde cada cartão vermelho foi considerado equivalente a três cartões amarelos
6. Sorteio público na sede da Federação, em dia e horário a serem determinados

## Participantes
| Equipe        | Estádio         |
| ------------- | --------------- |
| Botafogo      | Caio Martins    |
| Flamengo      | Gávea           |
| Fluminense    | Laranjeiras     |
| Vasco da Gama | Nivaldo Pereira |

## Classificação
| Pos | Equipe        | PG | Jogos | Jogos | Jogos | Jogos | Gols | Gols | Gols | Cartões | Cartões                       |
| Pos | Equipe        | PG | J     | V     | E     | D     | GP   | GS   | SG   | Expulso | Penalizado com cartão amarelo |
| --- | ------------- | -- | ----- | ----- | ----- | ----- | ---- | ---- | ---- | ------- | ----------------------------- |
| 1   | Flamengo      | 14 | 6     | 4     | 2     | 0     | 9    | 2    | +7   | 0       | 12                            |
| 2   | Botafogo      | 12 | 6     | 3     | 3     | 0     | 8    | 2    | +6   | 1       | 16                            |
| 3   | Fluminense    | 7  | 6     | 2     | 1     | 3     | 7    | 7    | 0    | 4       | 18                            |
| 4   | Vasco da Gama | 0  | 6     | 0     | 0     | 6     | 4    | 17   | –13  | 0       | 18                            |

     Campeão
Critérios de ordenação: 1. Pontos ganhos / 2. Vitórias / 3. Saldo de gols / 4. Gols pró (gols marcados) / 5. Cartões vermelhos e amarelos
Última atualização: 20 de abril

## Confrontos
Fonte: 

### Turno

#### Primeira rodada
| 4 de março | Fluminense | 0 – 1         | Botafogo          | Estádio das Laranjeiras, Rio de Janeiro |
| 15:00      |            | Súmula (FERJ) | Jéssica Bahia 82' | Árbitro: RJ Leilson de Oliveira Lima    |

| 21 de março | Flamengo                                    | 3 – 1         | Vasco da Gama | Estádio da Gávea, Rio de Janeiro           |
| 10:00       | Gica 26' · Duda Rodrigues 27' · Rayanne 50' | Súmula (FERJ) | Thatiely 11'  | Árbitro: RJ Rejane Caetano da Silva (FIFA) |

#### Segunda rodada
| 25 de março | Vasco da Gama  | 1 – 5         | Fluminense                                                   | Estádio Nivaldo Pereira, Nova Iguaçu |
| 9:30        | Ju Pacheco 66' | Súmula (FERJ) | Gadu 3', 38' · Geovana Alves 15', 37' · Patrícia Derrico 52' | Árbitro: RJ Alan de Abreu de Souza   |

| 8 de março | Botafogo | 1 – 1         | Flamengo           | Estádio Caio Martins, Niterói        |
| 15:00      | Chai 32' | Súmula (FERJ) | Duda Rodrigues 73' | Árbitro: RJ Jenifer Alves de Freitas |

#### Terceira rodada
| 18 de fevereiro | Fluminense | 0 – 1         | Flamengo      | Estádio das Laranjeiras, Rio de Janeiro |
| 15:00           |            | Súmula (FERJ) | Crivelari 68' | Árbitro: RJ Jenifer Alves de Freitas    |

| 29 de março | Vasco da Gama | 0 – 2         | Botafogo            | Estádio Nivaldo Pereira, Nova Iguaçu       |
| 15:00       |               | Súmula (FERJ) | Mayara Vaz 18', 34' | Árbitro: RJ Igor Lourenço Abade dos Santos |

### Returno

#### Quarta rodada
| 18 de março | Botafogo | 0 – 0         | Fluminense | Estádio Caio Martins, Niterói   |
| 15:00       |          | Súmula (FERJ) |            | Árbitro: RJ Luciana Mafra Leite |

| 2 de abril | Vasco da Gama | 0 – 1         | Flamengo    | Estádio Nivaldo Pereira, Nova Iguaçu   |
| 10:00      |               | Súmula (FERJ) | Mariana 79' | Árbitro: RJ Reginaldo de Abreu Barbosa |

#### Quinta rodada
| 22 de fevereiro | Flamengo | 0 – 0         | Botafogo | Estádio da Gávea, Rio de Janeiro |
| 15:00           |          | Súmula (FERJ) |          | Árbitro: RJ Luciana Mafra Leite  |

| 5 de abril | Fluminense           | 2 – 1         | Vasco da Gama | Estádio das Laranjeiras, Rio de Janeiro     |
| 15:00      | Bebel 21' · Beah 27' | Súmula (FERJ) | Mayara 52'    | Árbitro: RJ Carlos Tadeu Ferreira de Castro |

#### Sexta rodada
| 8 de abril | Flamengo              | 3 – 0         | Fluminense | Estádio da Gávea, Rio de Janeiro           |
| 15:00      | Darlene 20', 32', 66' | Súmula (FERJ) |            | Árbitro: RJ Rejane Caetano da Silva (FIFA) |

| 8 de abril | Botafogo                               | 4 – 1         | Vasco da Gama | Estádio Caio Martins, Niterói        |
| 15:00      | Kélen 9', 40' · Chai 23' · Kamilla 25' | Súmula (FERJ) | Juanny 90+3'  | Árbitro: RJ Jenifer Alves de Freitas |

## Premiação
| Copa Rio de Futebol Feminino de 2023 |
| ------------------------------------ |
| FLAMENGO Campeão (1.º título)        |

## Estatísticas

### Artilharia
| Gols | Jogadora         | Equipe        |
| ---- | ---------------- | ------------- |
| 3    | Darlene          | Flamengo      |
| 2    | Chai             | Botafogo      |
| 2    | Duda Rodrigues   | Flamengo      |
| 2    | Gadu             | Fluminense    |
| 2    | Geovana Alves    | Fluminense    |
| 2    | Kélen            | Botafogo      |
| 2    | Mayara Vaz       | Botafogo      |
| 1    | Beah             | Fluminense    |
| 1    | Bebel            | Fluminense    |
| 1    | Crivelari        | Flamengo      |
| 1    | Gica             | Flamengo      |
| 1    | Jéssica Bahia    | Botafogo      |
| 1    | Ju Pacheco       | Vasco da Gama |
| 1    | Juanny           | Vasco da Gama |
| 1    | Kamilla          | Botafogo      |
| 1    | Mariana          | Flamengo      |
| 1    | Mayara           | Vasco da Gama |
| 1    | Patrícia Derrico | Fluminense    |
| 1    | Rayanne          | Flamengo      |
| 1    | Thatiely         | Vasco da Gama |

### Hat-tricks
| Jogador | Clube    | Placar | Adversário | Data       | Ref.  |
| ------- | -------- | ------ | ---------- | ---------- | ----- |
| Darlene | Flamengo | 3–0    | Fluminense | 8 de abril | [ 7 ] |